# Thomas Dunn
Thomas Arthur Josua Dunn (ur. 19 stycznia 2003 w Bowral) – fidżijsko-australijski piłkarz, występujący na pozycji pomocnika w fidżijskim klubie Navua FC oraz w reprezentacji Fidżi. Uczestnik Pucharu Narodów Oceanii 2024.

## Statystyki

### Klubowe
Na podstawie:
| Klub     | Sezonów | Liga                     | Liga  | Liga   | Puchar krajowy | Puchar krajowy | Kontynentalne | Kontynentalne | Suma  | Suma   |
| Klub     | Sezonów | Liga                     | Mecze | Bramki | Mecze          | Bramki         | Mecze         | Bramki        | Mecze | Bramki |
| -------- | ------- | ------------------------ | ----- | ------ | -------------- | -------------- | ------------- | ------------- | ----- | ------ |
| Navua FC | 4       | National Football League | 41    | 6      | 0              | 0              | –             | –             | 41    | 6      |
|          | Łącznie | Łącznie                  | 41    | 6      | 0              | 0              | 0             | 0             | 41    | 6      |

### Reprezentacyjne
Na podstawie:
| Występy i gole w reprezentacji | Występy i gole w reprezentacji | Występy i gole w reprezentacji | Występy i gole w reprezentacji | Występy i gole w reprezentacji | Występy i gole w reprezentacji | Występy i gole w reprezentacji | Występy i gole w reprezentacji |
| Lp.                            | Data                           | Miasto                         | Przeciwnik                     | Wynik                          | Gole                           | Inne                           | Rozgrywki                      |
| ------------------------------ | ------------------------------ | ------------------------------ | ------------------------------ | ------------------------------ | ------------------------------ | ------------------------------ | ------------------------------ |
| 1.                             | 18.11.2023                     | Honiara                        | Mariany Północne               | 10:0 (6:0)                     | 66'                            |                                | mecz towarzyski                |
| 2.                             | 28.11.2023                     | Honiara                        | Wyspy Salomona                 | 0:2 (0:1)                      |                                |                                | mecz towarzyski                |
| 3.                             | 01.12.2023                     | Honiara                        | Vanuatu                        | 4:2 (1:2)                      | 22', 55'                       | 71'                            | mecz towarzyski                |
| 4.                             | 21.03.2024                     | Honiara                        | Wyspy Salomona                 | 2:0 (1:0)                      |                                |                                | mecz towarzyski                |
| 5.                             | 16.06.2024                     | Suva                           | Papua-Nowa Gwinea              | 5:1 (2:0)                      | 43', 52'                       | asysta                         | Puchar Narodów Oceanii 2024    |